# 美日修好通商條約
美日修好通商條約（日语：／ Nichibeishūkōtsūshōjōyaku），為日本江戶幕府與美國于1858年7月29日（安政5年舊曆六月十九）缔结的一项貿易條約。该条约由美方代表湯森·哈里斯与日方代表井上清直和岩瀬忠震於停泊在江户灣（現在的東京灣）的美军军舰波瓦坦號甲板上締結，故又称“哈里斯条约”。

## 簡介
日美雙方已于1854年簽訂《神奈川條約》，《神奈川條約》授予美國於日本採煤供船隻使用的權力，允許美國派駐領事於下田。不過沒有提及太多有關貿易權方面的內容，於是美國派特使湯森·哈里斯與德川幕府主就有關貿易權的問題進行談判。經過哈里斯多番努力說服江戶幕府由美國提出的要求。最後哈里斯與江戶幕府簽訂了《美日修好通商條約》，又稱為“哈里斯條約”。
社會普遍認為這是一條不平等公約，因為美國因此獲得領事管轄權，而日本失去了關稅自主權。這也導致俄羅斯，法國，英國，荷蘭仿效美國與日本簽訂同類型的條約，這些條約統稱為安政條約。

## 日本國內的聲音

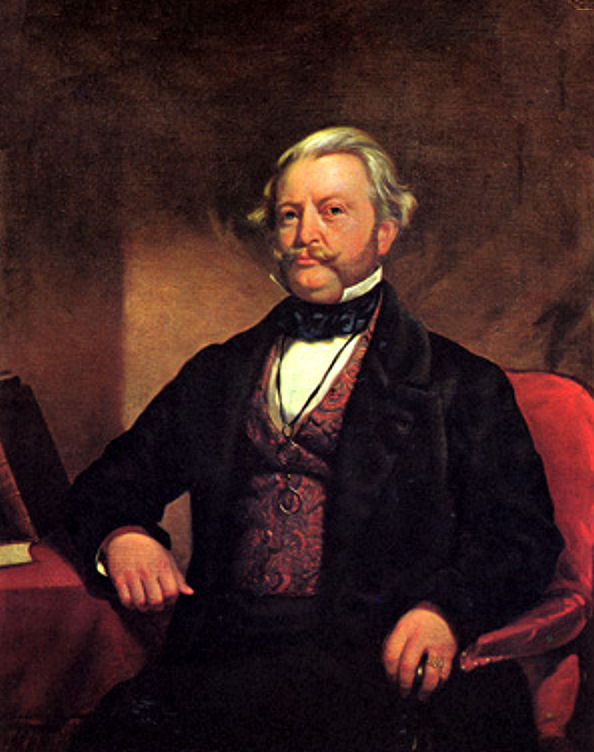
湯森·哈里斯特使

《神奈川條約》已帶來了日本國內意見嚴重分歧，一部分人贊成日本对西方开放，另一部分人则主张驅逐西方人、保護日本文化；在何时以及如何開放港口方面也產生了分歧；此外，有些人認為貿易問題應該由日本人越洋處理，而不是由外國人來日本處理，違反了日本鎖國政策。同意《神奈川條約》的人大部分是為了避免日本與美英之間的戰爭。
然而，《美日修好通商條約》中的要求比《神奈川條約》還要严苛很多。《美日修好通商條約》第三條賦予美國人无视日本政府影響，在江戶（今東京）和大坂（今大阪）居住和貿易的权利、日本黃金和白銀出口自由、允許美國於開放給美國貿易城市的指定區域享受治外法权、外國人進入和居住於日本江戶的江戶港（今東京灣）。和《神奈川條約》一樣，该條約在日本國內也引发了不少反對聲音。例如在美國人住處方面，很多日本人認為外國政府的官員居住在征夷大將軍住處附近構成了威脅。同意《美日修好通商條約》者的理由也和同意《神奈川條約》差不多，他們認為簽訂這條條約的目的是避免日本與美英之間的戰爭，當時正值第二次鴉片戰爭，令他們更加恐懼。对战争的恐惧，是幕府不顾國內强烈反对，最终屈服于美国要求的一个重要原因。

## 條約內容要點
- 神奈川（今橫濱）、長崎、箱館（今函館）、兵庫（今神戶）、新潟開港通商。江戶（今東京）、大坂（今大阪）開市；[7]
- 承認美國擁有領事裁判權；
- 關稅協定；
- 議訂貨幣兌換比率；
- 美國享有片面的最惠國待遇；
- 宗教的自由。[8]

## 影響
- 日本不情願地接受“哈里斯條約”。其後，日本與俄羅斯，法國，英國，荷蘭簽署了類似的條約，這些條約史稱安政條約。 1858年，第二次鴉片戰爭爆发，中國再被英國和法國打敗。此次战争加快了簽約進程。哈里斯表示，日本如果不簽訂安政條約，将有遭英法聯軍攻擊之虞。不过，部分人認為《美日修好通商條約》的內容與第二次鸦片战争结束后中英兩國于1858年簽訂的天津條約并沒有本质上的區別，皆为東西方外交史上最顯著的不平等條約。[9]

- 根據2017年的一項研究，此條約减少了日本與西方國家之間的貿易壁壘，使日本國內生產總值增長了7％。[10]